# 劳罗·德博西斯
劳罗·德博西斯（義大利語：Lauro De Bosis，1901年12月9日—1931年10月3日），意大利诗人、飞行员。他曾代表意大利参加1928年夏季奥林匹克运动会艺术比赛，获得一枚银牌。